# WT Energiesysteme Arena
Die WT Energiesysteme Arena ist eine Mehrzweckhalle in der sächsischen Stadt Riesa. Das Veranstaltungsspektrum reicht von nationalen und internationalen Meisterschaften der unterschiedlichsten Sportarten bis zu Konzerten, Messen oder Wirtschaftspräsentationen. Auf rund 8000 m² bietet sie bis zu 9000 Sitzplätze oder 10.000 Stehplätze.

## Geschichte
Die Mehrzweckhalle wurde am 3. September 1999 zum Tag der Sachsen unter dem Namen SachsenARENA eingeweiht. Der Träger der Halle ist die städtische Förder- und Verwaltungsgesellschaft (FVG Riesa mbH), die u. a. noch die Stadthalle „stern“, den Tierpark, die Stadtbibliothek und das Stadtmuseum verwaltet.
Die Halle wird z. B. für Konzerte, Stand-up-Comedyshows, Flohmärkte und Meisterschaften im Handball, Motocross, Boxen, Darts, Tanz- und Kampfsport genutzt. Die Musikshow The Dome wurde mehrmals hier produziert, die Arena dient auch als Ort für Show- und Galaveranstaltungen des öffentlich-rechtlichen Fernsehens. Daneben werden auch Theater, Kabarett und ein Weihnachtsmarkt angeboten.
Am 28. Mai 2014 liefen die 2002 geschlossenen Sponsorverträge mit dem Energieversorgungsunternehmen VNG AG aus, worauf hin die erdgasarena ihren ursprünglichen Namen wieder erhalten hat.
Seit dem 1. Juli 2023 trägt die Halle den Namen WT Energiesysteme Arena, nach der WT Energiesysteme GmbH mit Hauptsitz in Riesa.

## Lage
Riesa liegt direkt an der Elbe im Zentrum des Städtedreiecks Dresden – Leipzig – Chemnitz. Riesa ist durch seine zentrale Lage gut erreichbar und ein Ausgangspunkt für Ausflüge elbauf- und elbabwärts zu den landschaftlichen und kulturhistorischen Sehenswürdigkeiten Sachsens.

## Räumlichkeiten

### Haupthalle
Die WT Energiesysteme Arena (ehemals SACHSENarena) gehört mit 8612 m² zu den größten Mehrzweckhallen Sachsens. Die Halle kann bis auf ein Drittel, mit einer Kapazität von 1500 bis 2000 Personen verkleinert werden. Der Hauptraum ist 112 Meter lang und 65 Meter breit.

### Eventgalerie Riesa (V.I.P.-Bereich)
Die WT Energiesysteme Arena verfügt üben einen V.I.P.-Balkon mit gepflastertem Boden, rustikalen Laternen neben kleinen Bäumchen und ein Wasserspiel über drei Ebenen. Mit einer Größe von 600 m² und einer Kapazität von bis zu 600 Personen bietet der V.I.P.-Balkon für verschiedenste Anlässe ausreichend Platz auch für private Anlässe und Feierlichkeiten.
Drei angrenzende und komfortabel eingerichtete Lounges dienen je nach Bedarf mit insgesamt 144 m² als Büro, Konferenzraum, zur Vermietung an Sponsoren und V.I.P.-Gäste oder als Aufenthaltsraum für besondere Gäste.

### Pressezentrum
Zur rechten Seite der Halle befindet sich das zur Halle gehörige Pressezentrum. Das zweigeschossige Gebäude bietet mit zwei Konferenz- und vier Büroräumen Platz um Veranstaltungen Vertretern der Presse zu präsentieren.

### Bürokomplex
Im Anbau der Sachsen-Arena befindet sich ein zusätzlicher Komplex aus Büroräumen und Künstlergarderoben.

### WM-Halle
Durch die direkte Angliederung an die Sachsen-Arena kann die WM-Sporthalle bei Großveranstaltungen auch als Trainings- und Aufwärmhalle oder als Backstage-Bereich genutzt werden.

## Technische Daten

### Tribünen/Sitzplatzkapazitäten
Ihre Flexibilität in der Gestaltung verschiedenster Veranstaltungen verdankt die Sachsen-Arena nicht zuletzt ihren variablen Sitztribünen. Je nach benötigter Kapazität lassen sich diese Tribünen bis auf eine Höhe von 27 Reihen an den Stirnseiten und 19 Reihen an den Längsseiten aufstocken.
Je nach Wunsch des Veranstalters können so reine Stehkonzerte, aber auch große Sitzplatzarenen in der Halle eingerichtet werden:
- Sitzplatzkapazität maximal: 9000 Plätze
- Stehplatzkapazität maximal: 10.000 Plätze

### Bühne
Mit 300 Bühnenpodesten (je 2 m × 1 m) verfügt die FVG Riesa mbH über 600 m² Bühnenfläche, die in Form, Größe und Höhe variabel gestaltet werden kann. Die maximale Bühnenhöhe beträgt dabei 1,60 m. Die einzelnen Podeste sind auch für den Außenbereich geeignet. Für technische Ausrüstung ist hinter der Bühne großzügig Platz vorhanden.

### Besonderheiten
Die vier LKW-Einfahrten und die hohe Bodenbelastbarkeit sollen für einen reibungslosen Ablauf der Um-, Auf- und Abbauarbeiten sorgen. Anlieferungen sind somit bis an die Bühne möglich. Die Parkplätze vor der WT Energiesysteme Arena bieten Platz für maximal 15 Sattelschlepper. Hinzu kommen zwei Busschleusen.

### Parkplätze
Die Parkmöglichkeiten für die Besucher stehen rund um die Arena zur Verfügung. Unmittelbar vor und neben dieser befinden sich insgesamt fünf separate Großparkplätze mit einer Kapazität von ca. 5000 Fahrzeugen.

## Galerie

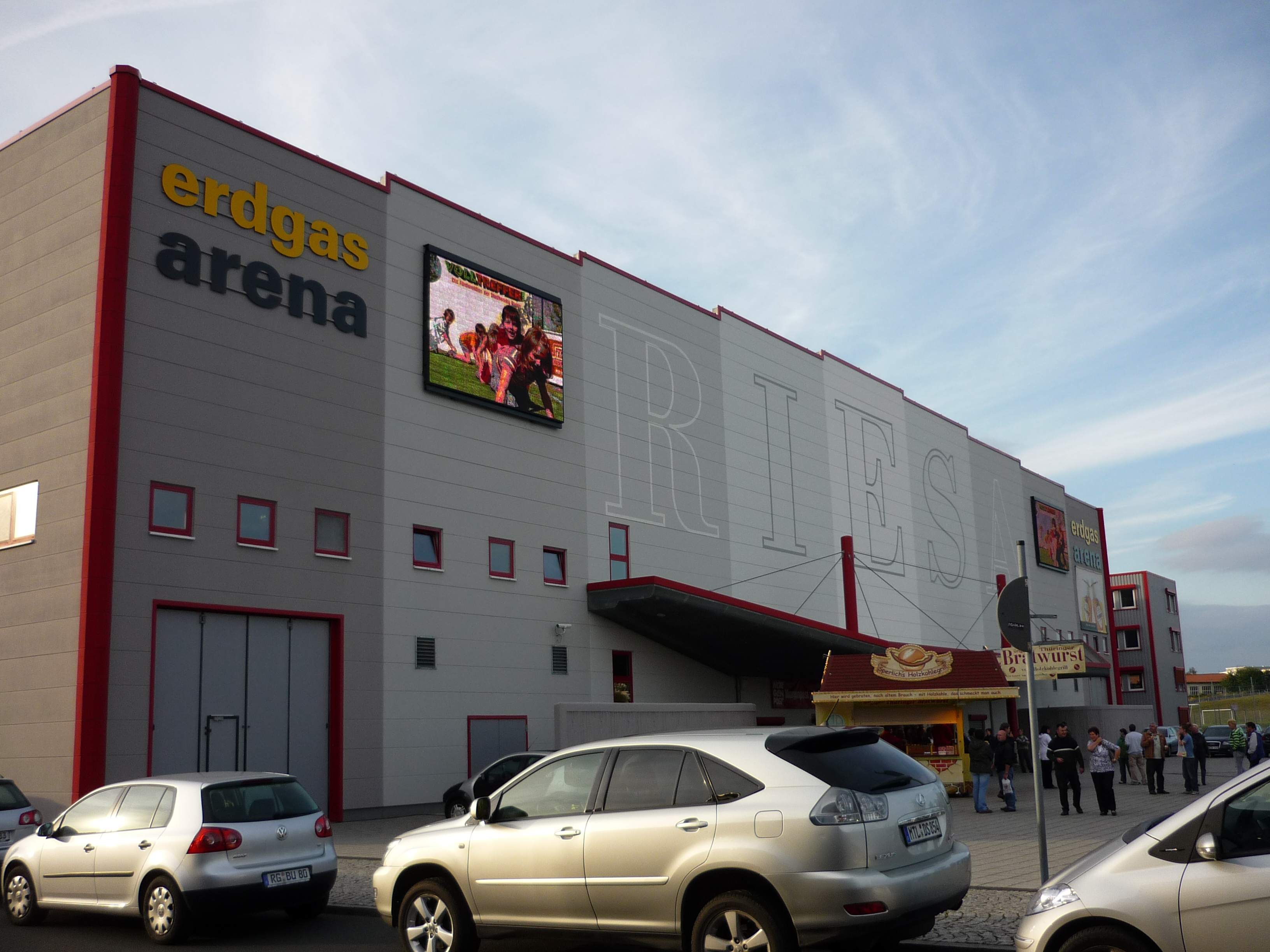
Die Halle mit früherem Namen (2009)
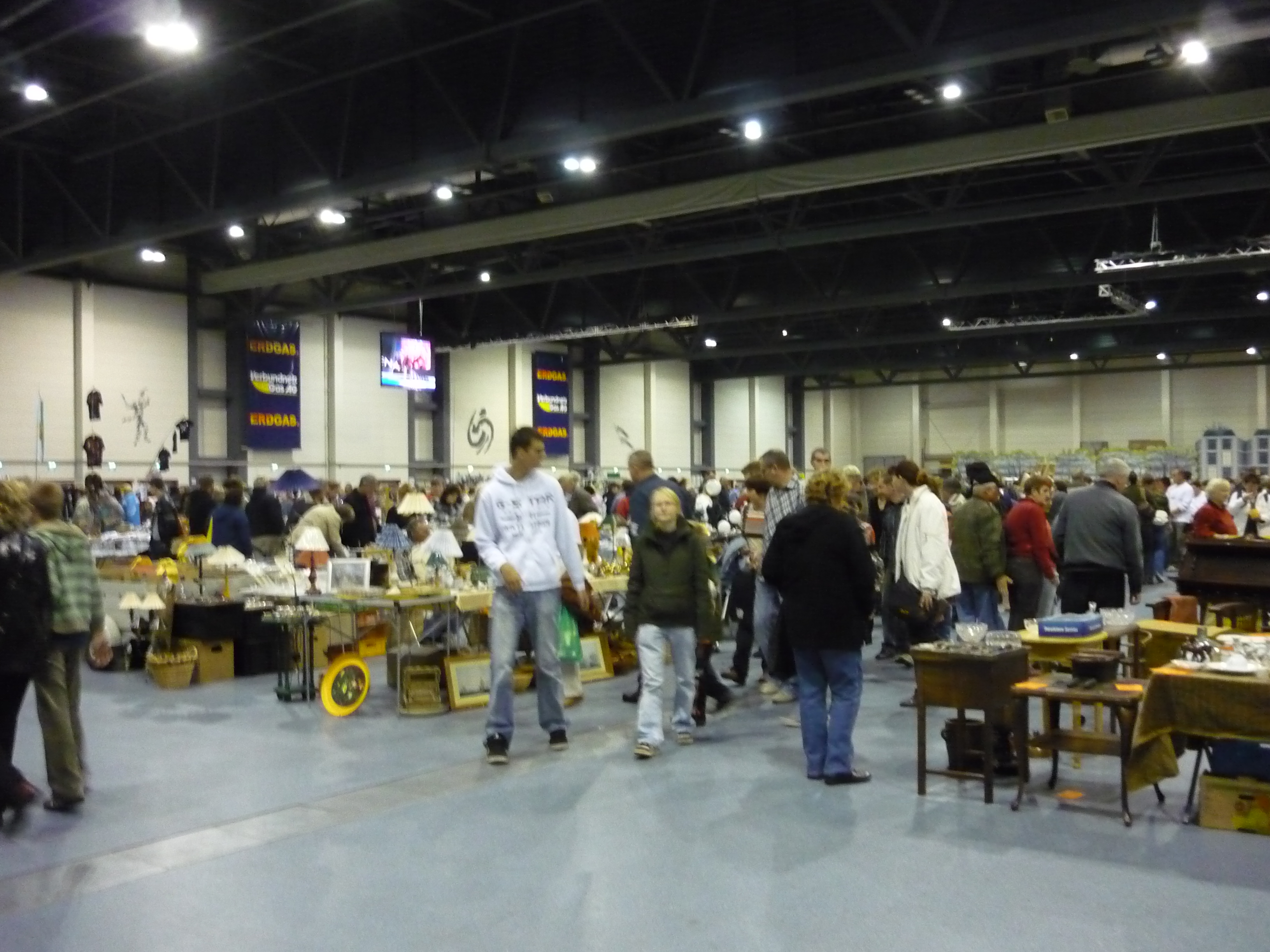
Nachtflohmarkt in der Arena (2009)
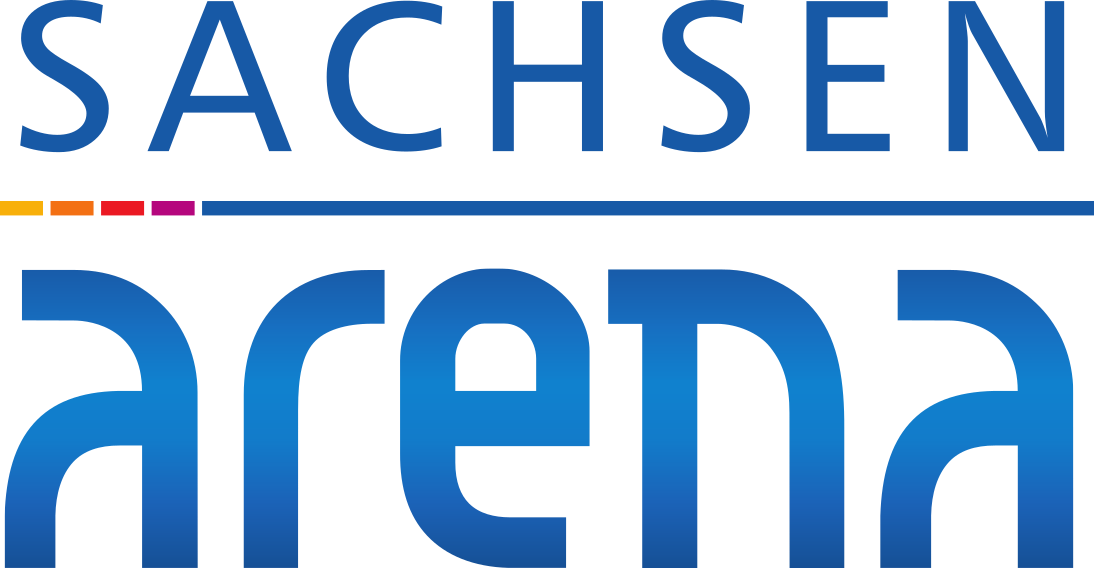
Logo der SACHSENarena bis 2023